# Ampary
Ampary is een plaats en commune in het centrum van Madagaskar, behorend tot het district Soavinandriana, dat gelegen is in de regio Itasy. Tijdens een volkstelling in 2001 telde de plaats 8.730 inwoners.
De plaats biedt enkel lager onderwijs aan. 80 % van de bevolking werkt als landbouwer, 17 % houdt zich bezig met veeteelt en 1% verdient zijn brood als visser. Het belangrijkste landbouwproduct is bonen; andere belangrijk producten zijn mais, maniok en tomaten. Verder is 2% actief in de dienstensector.